# Liste de jeux Videopac
Pour un article plus général, voir Videopac.
Cette liste de jeux Videopac répertorie les jeux vidéo disponibles sur les consoles de la gamme Videopac (Odyssey 2 en Amérique du Nord), mais aussi Videopac+ (Odyssey 3) et Jopac.

## Cartouches Magnavox / Philips
À l'origine, aux États-Unis, Magnavox a édité 47 titres sur l'Odyssey². Quasiment tous ont ensuite été adaptés par Philips pour le Videopac. Seuls quatre titres (Nimble Numbers Ned!, Power Lords, Type & Tell! et Sid the Spellbinder!) restent inédits sur Videopac. En Europe, les cartouches Philips Videopac possédaient toutes un numéro et leurs titres étaient traduits dans les langues des pays de commercialisation. Il n'était pas rare, surtout pour les premières cartouches commercialisées, que plusieurs jeux soient disponibles sur une même cartouche. La sélection s'effectuait à l'aide du clavier intégré aux consoles.
| no  | Titre français EUR                             | Titre anglais EUR                              | Titre français AN                                    | Titre anglais AN                            | Notes |
| --- | ---------------------------------------------- | ---------------------------------------------- | ---------------------------------------------------- | ------------------------------------------- | ----- |
| A   | Message                                        | Newscaster                                     |                                                      | Keyboard Creations!                         | [ 2 ] |
| 1   | Course de voitures / Autodrome / Cryptogramme  | Race / Spinout / Cryptogram                    | La course folle ! / Tête-à-queue ! / Crypto-Logic !  | Speedway! / Spin-Out! / Crypto-Logic!       |       |
| 1+  | Course de voitures                             | Race                                           | (non édité)                                          | (non édité)                                 | [ 3 ] |
| 2   | Identification / Rendez-vous spatial / Logique | Pairs / Space Rendezvous / Logic               | Associations ! / Logix ! / Devinettes !              | Matchmaker! / Buzzword! / Logix!            | [ 4 ] |
| 3   | Football américain                             | American Football                              | Football !                                           | Football!                                   |       |
| 4   | Bataille navale / Combat de chars              | Air-sea war / Battle                           | Bataille de blindés ! / Chasse aux sous-marins !     | Armored Encounter! / Sub Chase!             |       |
| 5   | Black Jack                                     | Blackjack                                      | Blackjack style Las Vegas !                          | Las Vegas Blackjack!                        |       |
| 6   | Jeu de quilles / Basket ball                   | Tenpin Bowling / Basketball                    | Bowling! / Basketball!                               | Bowling! / Basketball!                      |       |
| 7   | Mathématicien / Écho                           | Mathematician / Echo                           | Math-A-Magic ! / Echo !                              | Math-A-Magic! / Echo!                       |       |
| 8   | Baseball                                       | Baseball                                       | Baseball !                                           | Baseball!                                   |       |
| 9   | Programmation                                  | Computer Programmer                            | Computer Intro!                                      | Computer Intro!                             |       |
| 10  | Golf                                           | Golf                                           | Golf électronique !                                  | Computer Golf!                              |       |
| 11  | Guerre de l'espace                             | Cosmic Conflict                                | Conflit cosmique !                                   | Cosmic Conflict!                            |       |
| 11+ | Guerre de l'espace                             | Cosmic Conflict                                | (non édité)                                          | (non édité)                                 | [ 3 ] |
| 12  | Prendre l'argent et fuir                       | Take the Money and Run                         | Prenez l'argent et fuyez !                           | Take the Money and Run!                     |       |
| 13  | Maths amusantes                                | Playschool Maths                               | J'ai le bon numéro !                                 | I've Got Your Number!                       |       |
| 14  | Duel                                           | Gunfighter                                     | Confrontation en 2100 après J.-C. !                  | Showdown in 2100 A.D.                       |       |
| 15  | Samurai                                        | Samurai                                        | Dynastie !                                           | Dynasty!                                    |       |
| 16  | Tir sur cible / Bataille sous-marine           | Marksman / Depth Charge                        | (non édité)                                          | (non édité)                                 |       |
| 17  | Logique chinoise                               | Chinese Logic                                  | (non édité)                                          | (non édité)                                 |       |
| 18  | Guerre laser                                   | Laser War                                      | Invasion intersidérale !                             | Invaders from Hyperspace!                   |       |
| 19  | Attrape la balle / Morpion                     | Catch the Ball / Noughts and Crosses           | (non édité)                                          | (non édité)                                 |       |
| 20  | Catapulte                                      | Stone Sling                                    | Smithereens!                                         | Smithereens!                                |       |
| 20+ | Catapulte                                      | Stone Sling                                    | (non édité)                                          | (non édité)                                 | [ 3 ] |
| 21  | Le Secret des pharaons                         | Secret of the Pharaohs                         | (non édité)                                          | (non édité)                                 |       |
| 22  | Le Monstre de l'espace                         | Space Monster                                  | Envahisseurs extra-terrestres !                      | Alien Invaders—Plus!                        |       |
| 23  | Las Vegas                                      | Las Vegas Gambling                             | Machine à sous !                                     | Casino Slot Machine!                        |       |
| 24  | Billard électronique                           | Flipper Game                                   | Machine à boules !                                   | Thunderball!                                |       |
| 25  | Ski                                            | Skiing                                         | Ski alpin !                                          | Alpine Skiing!                              |       |
| 26  | Jeu de paniers                                 | Basket Game                                    |                                                      | Pachinko!                                   |       |
| 27  | Football de table électronique                 | Electronic Table Football                      | Soccer de table électronique !                       | Electronic Table Soccer!                    |       |
| 28  | Volley-ball                                    | Electronic Volleyball                          | Volley-ball !                                        | Volleyball!                                 |       |
| 29  | Le Mur magique                                 | Dam Buster                                     | Démolition ! / Destruction !                         | Blockout! / Breakdown!                      |       |
| 30  | Champ de bataille                              | Battlefield                                    | La Guerre des nerfs !                                | War of Nerves!                              |       |
| 31  | Musicien                                       | Musician                                       | (non édité)                                          | (non édité)                                 | [ 5 ] |
| 32  | Le Labyrinthe / Superlogique                   | Labyrinth Game / Supermind                     | (non édité)                                          | (non édité)                                 |       |
| 33  | Les Acrobates                                  | Jumping Acrobats                               | P.T. Barnum's Acrobats!                              | P.T. Barnum's Acrobats!                     |       |
| 34  | Les satellites attaquent                       | Satellite Attack                               | Guerre aux ovnis !                                   | UFO!                                        |       |
| 34+ | Les satellites attaquent                       | Satellite Attack                               | (non édité)                                          | (non édité)                                 | [ 3 ] |
| 35  | Billard américain                              | Electronic Billards                            | Billard à blouses !                                  | Pocket Billiards!                           |       |
| 36  | Football électronique / Hockey électronique    | Electronic Soccer / Electronic Ice Hockey      | Hockey ! / Soccer !                                  | Hockey! / Soccer!                           |       |
| 37  | Singeries                                      | Monkeyshines                                   | Singeries !                                          | Monkeyshines!                               |       |
| 38  | Glouton et Voraces                             | Munchkin                                       | K.C. Broyefer !                                      | K.C. Munchkin!                              |       |
| 39  | Les Combattants de la liberté                  | Freedom Fighters                               | Les Défenseurs de la liberté !                       | Freedom Fighters!                           |       |
| 39+ | Les Combattants de la liberté                  | Freedom Fighters                               | (non édité)                                          | (non édité)                                 | [ 3 ] |
| 40  | Quatre en ligne                                | 4 in 1 Row                                     | (non édité)                                          | (non édité)                                 |       |
| 41  | La Conquête du monde                           | Conquest of the World                          |                                                      | Conquest of the World                       | [ 6 ] |
| 42  | La Quête des anneaux                           | Quest for the Rings                            |                                                      | The Quest for the Rings                     | [ 6 ] |
| 43  | Peter, tête de pioche                          | Pickaxe Pete                                   | Pierre et la pioche !                                | Pick Axe Pete!                              |       |
| 43+ | Peter, tête de pioche                          | Pickaxe Pete                                   | (non édité)                                          | (non édité)                                 | [ 3 ] |
| 44  | Super Glouton                                  | Crazy Chase                                    | La Grande Chasse de Broyefer !                       | K.C.'s Krazy Chase!                         |       |
| 45  | Morse                                          | Morse                                          | (non édité)                                          | (non édité)                                 |       |
| 46  | The Great Wall Street Fortune Hunt             | The Great Wall Street Fortune Hunt             | The Great Wall Street Fortune Hunt                   | The Great Wall Street Fortune Hunt          | [ 6 ] |
| 47  | Chat et Souris                                 | The Mousing Cat                                |                                                      |                                             |       |
| 48  | Backgammon                                     | Backgammon                                     |                                                      |                                             | [ 3 ] |
| 49  | Tortues                                        | Turtles                                        | Turtles!                                             | Turtles!                                    |       |
| 50  | Super frelon                                   | Super Bee                                      |                                                      |                                             |       |
| 51  | Terrahawks                                     | Gerry Anderson & Christopher Burr's Terrahawks | Attack of the Timelord!                              | Attack of the Timelord!                     |       |
| 51+ | Terrahawks                                     | Gerry Anderson's Terrahawks                    | (non édité)                                          | (non édité)                                 | [ 3 ] |
| 52  | La Ruche infernale                             | Killer Bees                                    | Killer Bees!                                         | Killer Bees!                                |       |
| 52+ | La Ruche infernale                             | Killer Bees                                    | (non édité)                                          | (non édité)                                 | [ 3 ] |
| 53  | Cauchemar                                      | Nightmare                                      |                                                      |                                             |       |
| 53+ | Cauchemar                                      | Nightmare                                      | (non édité)                                          | (non édité)                                 | [ 3 ] |
| 54+ | Le Ballon fou                                  | Loony Balloon                                  | (non édité)                                          | (non édité)                                 | [ 3 ] |
| 55+ | L'Étoile à neutrons                            | Neutron Star                                   | (non édité)                                          | (non édité)                                 | [ 3 ] |
| 56+ | Le Casque d'or                                 | Norseman                                       | (non édité)                                          | (non édité)                                 | [ 3 ] |
| 57+ | Les Blobbers                                   | The Blobbers                                   | (non édité)                                          | (non édité)                                 | [ 3 ] |
| 58+ | Le Fou volant                                  | Air Battle                                     | (non édité)                                          | (non édité)                                 | [ 3 ] |
| 59+ | Hélicoptère                                    | Helicopter Rescue                              | (non édité)                                          | (non édité)                                 |       |
| 60+ | U.S. Rally                                     | Trans American Rally                           | (non édité)                                          | (non édité)                                 | [ 3 ] |
|     | (non édité)                                    | (non édité)                                    | Nimble Numbers Ned!                                  | Nimble Numbers Ned!                         | [ 7 ] |
|     | (non édité)                                    | (non édité)                                    | Voyage dans l'espace ! / Sauvetage par hélicoptère ! | Out of this World! / Helicopter Rescue!     | [ 8 ] |
|     | (non édité)                                    | (non édité)                                    | Power Lords: The Extra-Terrestrial Warriors          | Power Lords: The Extra-Terrestrial Warriors | [ 9 ] |
|     | (non édité)                                    | (non édité)                                    | Sid the Spellbinder                                  | Sid the Spellbinder                         | [ 7 ] |
|     | (non édité)                                    | (non édité)                                    | Type & Tell                                          | Type & Tell                                 | [ 7 ] |

## Modules Videopac
- C7010. Extension échec pour ordinateur Videopac
- C7420. Home Computer Module (module Basic Microsoft, exclusivement pour Videopac+)

## Module Odyssey²
- The Voice Module (exclusif à l'Odyssey²)

## Cartouches Parker
Elles ont été publiées par Parker Brothers en 1982 :
- Frogger
- Popeye
- Q*bert
- Super Cobra

## Cartouches Imagic
- Atlantis
- Demon Attack

## Cartouches Jopac
Voici la liste des cartouches spécifiques au Jopac :
- Acrobats (P.T. Barnum's Acrobats!)
- Armada (Armored Encounter! / Sub Chase!)
- Baby Foot (Electronic Table Football!)
- Basket Bowling+ (Bowling! / Basketball!)
- Billard+ (Pocket Billiards!)
- Chez Maxime (exclusif Videopac+)
- Cosmos+ (Cosmic Conflict!)
- Catapult+
- Demon Attack+
- Des Chiffres et des Lettres
- Exojet+ (exclusif Videopac+)
- Flipper+ (Electronic Table Soccer!)
- Grand Prix+ (Race! / Spinout! / Cryptogram!)
- Golf (Computer Golf!)
- Le Trésor Englouti+ (exclusif Videopac+)
- Laser (Invaders from Hyperspace!)
- Legion (Battlefield)
- Magibrik (Blockout! / Breakdown!)
- Mith & Math (I've Got Your Number!)
- Monster (Alien Invaders - Plus!)
- Moto-Crash+ (exclusif Videopac+)
- Restaurant
- Satellit+
- Stadium (Hockey! / Soccer!)
- Syracuse
  - Syracuse+
- Western+ (Showdown in 2100 A.D.!)

## Cartouches Philips exclusives au marchébrésilien
- Clay Pigeon! (Clay Pigeon)[10]
- Comando Noturno![11]

## Non publiés et prototypes
Quelques jeux, développés en fin de vie de la console, n'ont jamais été commercialisés ou n'ont jamais passé le stade de prototype. Certains d'entre eux ont refait surface depuis la fin des années 1990 et ont donné lieu à des publications homebrew.
- Interpol[13]
- Clay Pigeon (version européenne non commercialisée)[10]
- Flash Point
- Shark Hunter (100 exemplaires dont 70 PAL et 30 NTSC[12])
- Route 66 (100 exemplaires[12])
- Martian Threat (100 exemplaires[12])
- Melrep
- Playtag
- Terrahawks: Second Assault[14] (100 exemplaires[12])
- Robot City (100 exemplaires[12])
- Tutankham (Cartouche Parker jamais officiellement distribuée[12])
- Spider-Man (Cartouche Parker jamais officiellement distribuée[12],[15])
- 8+. Baseball[12]
- V. Kinder im Verkehr 1 (Cartouche jamais vendue, utilisée pour sensibiliser les enfants à la sécurité routière[16])
- Kinder im Verkehr 2 (Cartouche jamais vendue, utilisée pour sensibiliser les enfants à la sécurité routière)